# 劃花芭蕉湖石執壺
劃花芭蕉湖石執壺，年代為明初洪武到永樂（約為14世紀），屬於龍泉窯出土的青瓷。全器釉層肥厚，瓶身呈現青潤光澤，多處細微長開片。
瓶身似玉壺春瓶，頸部修長、腹部寬大，一側為曲拱起的板狀長柄銜接頸與腹部，另一側則為稍粗的長微彎流口，並在器身相間橫接處有一雲形板片，做維持堅固的功用。整體以刻花方式裝飾紋路，使得立體及陰影的呈現較為明顯。
從瓶口延伸至瓶底，主要的腹部景觀為一幅由欄杆、芭蕉、湖石組合而成的庭園寫生景，器瓶其他區域則搭配如意雲紋、蓮花紋等形式繞著瓶身裝飾，而在瓶底部分，圈足足緣切削無上釉，色呈朱褐色。
功能上，以執壺命名，是為一種用於宴會時秉持斟酒的酒壺盛裝器。

## 歷史
- 年代：明初 洪武到永樂（約為14世紀）
- 出產地點：此執壺出產於龍泉窯。

龍泉窯是中國的名窯，因在中國浙江省龍泉縣而得名。開創三國兩晉，南宋到達鼎盛，元代開始往海外運輸發展，而明代繼續燒造，至清代沒落。

## 器型

### 瓷器外型
瓶身如玉壺春瓶式，具有撇口、束頸、垂腹、圈足的特色。此器瓶瓶口有如牽牛花朵般向外擴展的造型，並還外加了一層圍在外壁口的圓圈壁，以變化的弧線修飾頸部線條，呈現柔和流暢感，沿著頸部下來在腹部的部分則是較為寬大，形似啤酒肚在腹部的尾端較為凸出，而最後則是圈足部分的收口。
而兩側分別為曲拱起的板狀長柄和長灣流口。板狀長柄銜接頸與腹部，有著如耳朵般的彎曲的形狀，而另側的長灣流口，只有細微的彎度並與器身間橫接雲形板片，可做為維持固定的效果。
- 尺寸：高31.3公分 口徑8.1公分 底徑11公分
- 功能：酒器，盛裝器。通常用於宴會時秉持斟酒。

### 裝飾設計
整瓶體外壁佈滿花紋且有細微的長開片，頸部有蕉葉上仰，並有回紋、轉枝靈芝花環繞瓶身各一周，腹部以一幅欄杆、芭蕉、湖石組成生動的庭園寫生景，芭蕉位置在腹部中間，佔據了主角位置，並由湖石及欄杆襯托景色，另外一旁的流線、幾何形、波浪狀式花紋也增添此景致的活潑生動感，另外正反兩面景致呈現重複。在近底處有蓮瓣紋環繞一圈。除了足圈有如意雲紋的刻劃，流口的周壁亦有數道轉枝花的紋路。
裝飾技巧主要有刻劃、模印、鏤雕等，到了明初，元代常用的貼花和露胎貼花的裝飾方法已較少見。
明代早期的龍泉窯，花紋裝飾是美化瓷器的主要手段（紋飾有回紋、S紋、竹節、蓮瓣、菊花、蕉葉紋、纏枝花，而龍、鳳、魚、以及吉祥動物紋則罕見。）
刻花在青瓷裝飾中廣為採用，指的是以竹製或鐵製工具在半乾的坯胎上刻劃線條、圖案的方法。主要包含兩種：
1. 半刀泥:刻刀採用斜角進入，只是傾斜的角度不同。所刻出的刀痕內深外淺、寬窄不一，燒成後由於刻痕使釉厚薄不一，顏色濃淡不同，使所刻花紋得以顯現。
2. 浮雕：先用鉛筆將要刻的圖案畫在坯體上，用刻刀沿鉛筆線條將其刻一遍，再來將外部的泥料刻去，使育呈現樣式的外形顯露，按照一定順序將它刻出，刻好後如果覺得不太滿意，線條有些不流暢，可利用毛筆沾水修飾。

### 裝飾方法發展
刻劃花裝飾其實早在北宋時期就已經開始並曾經盛極一時，但到了南宋，由於石灰鹼釉的運用和多次上釉技術的掌握，龍泉窯青瓷轉向注重釉色上的使用，相對紋飾的裝飾在比例上較少量。南宋主要是多次上釉，因此釉層也較厚，而當釉層一加厚，原先的刻劃花很容易被厚釉所覆蓋，所以到了元代，因應轉變又流行露胎、貼塑、模印等裝飾手法，這樣玉質感的釉色和花紋圖案的裝飾效果才可以兼得，而到了明代，龍泉官窯器更將刻花與厚釉結合得恰到好處，從而使刻花裝飾工藝取得了新的突破。
青花瓷、鳳紋搭配纏枝花卉紋及單色瓷釉器，是明初官窯的典型作品。此青瓷器具官樣風格，其使用的紋飾較為常見，低調卻不失奢華感。在材質方面，品質較好，屬於精品。所謂的官樣模式主要是因為明初時，浙江龍泉窯和江西景德鎮都是陶瓷產業的主流，產品行銷全球各地，廣佈海外市場，同時也供應官方的使用。
而此時的官窯，政府直接發下樣式遣官管理，常制下品質與產量都有一定的控管，成品揀選後會直接送至朝廷供皇室與官府使用，由於是官方決定並發放幾個固定形式，因此會看到相當大量燒製的成品擁有類似的造型紋飾。另外宣德年間開始，在官窯瓷器上書寫皇帝年號成為定制。

## 色澤
此青瓷器施罩青綠釉色並帶點墨綠色，溫潤柔和，帶給觀看者舒適感。整體表面帶有光澤、透明度好，似玉般光潔圓潤的質感，為品質上較為良好的精品。
圈足方面，底緣無釉，使其燒後呈現朱褐色，造成此種現象是因為，明代燒製技術的改變，圈足內放墊餅墊燒，因此外底無施釉。
明初早中期龍泉窯產品大量外銷海外，且也作為朝貢貿易的賞賜品，有官方在監督並會送瓷器給皇宮使用，所以會有品質相對優良的精品青瓷，且通常較精緻，做法上則延續元代多次施釉，因此釉層豐厚，並保有玉質感。但至明代晚期後，走向衰弱，多數產品僅施一次釉，釉層較薄且較劣質。

## 相關器型比較
- 玉壺春瓶

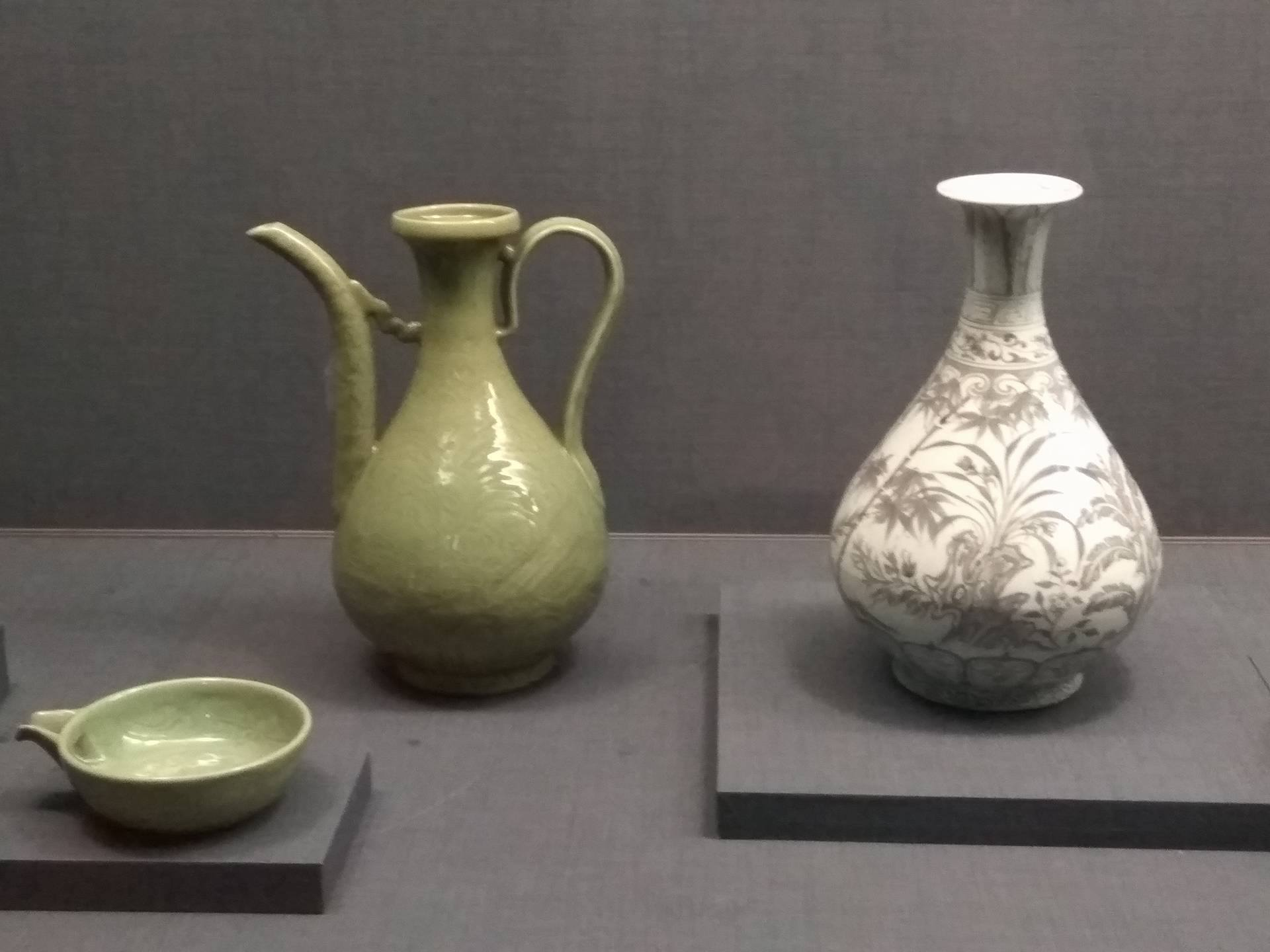
龍泉窯青瓷劃花芭蕉湖石執壺 釉裡紅竹石圖玉壺春瓶

此青瓷外型似玉壺春瓶，只要將流口、板狀常柄去除，基本的撇口、束頸、垂腹、圈足它都有，十分類似玉壺春瓶的型態。
這件青瓷執壺在故宮博物院裡，是與一件明洪武年間，釉裡紅芭蕉竹石圖玉壺春瓶放在一起，這樣的安排方式除了有器型、年代相近上的原因，也是因為其可作為兩種瓷器的互相對照。
明洪武年間的玉壺春瓶，瓶身的裝飾圖案與此執壺其實非常相像，腹部中心也以芭蕉為主，還有類似的植物、石頭也出現在此瓶上，有此現象的產生是因為明朝早期的官方用瓷優先使用景德鎮、龍泉窯做為供應官府用器，因此也可以在其中看到許多相似造型的裝飾紋樣設計，而另一方面則是像是由官方直接下發模型的「定奪樣制」及「行移饒、處等府燒造」措施的執行。
兩件瓷器的相似/異之處
| 瓷器名稱     | 劃花芭蕉壺石執壺                      | 釉裡紅竹石圖玉壺春瓶                  |
| ------------ | ------------------------------------- | ------------------------------------- |
| 瓶身圖案     | 欄杆、芭蕉、湖石...                   | 芭蕉、竹、石...                       |
| 瓶身花紋     | 如意雲紋、蓮瓣紋、轉枝花葉紋、蕉葉... | 如意雲紋、蓮瓣紋、轉枝花葉紋、蕉葉... |
| 圈足         | 無施釉                                | 無施釉                                |
| 顏色         | 溫潤青墨色                            | 白底紅釉，雖然為紅釉但呈現出灰黑色    |
| 花紋裝飾方式 | 刻花呈現立體手法                      | 平面圖畫                              |

## 外部連結
- 國立故宮博物院數位器物典藏資訊檢索系統*國立故宮博物院（页面存档备份，存于）